# Obereopsis subteratra
Obereopsis subteratra là một loài bọ cánh cứng trong họ Cerambycidae.